# Драган Манчов
Драган Василев Манчов е български възрожденски просветител, книгоиздател и общественик.

## Биография
Той е роден в Батак като Димитър Василев Манчов. Годината на раждането му не е известна със сигурност, като се приема, че тя е 1834 г. Според други сведения е роден през 1824 или 1832 година. Ученик е на Хаджи Найден и Йордан Ненов, а след това учителствува в с. Радилово, Батак, Пазарджик, Перущица и Пловдив. От 1862 година се отдава на книгоиздателска дейност. Заедно с Христо Г. Данов Манчов е най-големият български книгоиздател и книгоразпространител през Възраждането. Книжарницата му има клонове в Солун и Свищов. Книжарницата му в Солун се управлява от Алексий Димитров през 1874 година.
През 50-годишната си дейност Манчов издава 547 книги, голяма част от които са написани от неговото перо. Учебниците, които издава, са преимуществено за началните класове и са осъществявали задачата образованието да формира националната идентичност.
Неговият „Бащин език“ е първата книга за нагледно гласно преподаване и един от най-известните учебници за времето си, претърпява над 40 издания и цели десетилетия е в програмите на българските училища. Манчов отпечатва също църковнопевчески сборници, географски атласи и първата българска енциклопедия „Енциклопедичен речник“ с автор Лука Касъров.
Манчов редактира в. „Стара планина“. Има сведения, че той е един от хората, които налагат името „Стара планина“, вместо използваното дотогава Балкан.
Участва в Старозагорското въстание - 1875 г., за което е арестуван. По тази причина той прекарва известно време в затвора в Одрин. След като е освободен, емигрира в Румъния и там наследява печатницата на Христо Ботев, като започва издаването на първия български всекидневник „Секидневний новинар“. В Букурещ Манчов издава през 1876 година първата стихосбирка на младия Иван Вазов „Пряпорец и гусла“ и става един от най-големите почитатели на Вазов и негов доверен издател.
След Руско-турска война от 1877 - 1878 г. със съдействието на руските власти Манчов получава една употребявана скоропечатна машина и през май 1879 година разкрива собствена печатница в Пловдив. От отварянето на печатницата до края на века в нея излизат 448 книги, предимно учебна литература. Манчов е един от първите разпространители на идеите на големия руски педагог Константин Ушински, чиято книга „Детски свят“ Манчов е превел и издал.
През 1901 г. Манчов води и кратка обществена активност като кмет на Пловдивската община.
| |  |
| Писмо от Димитър В. Манчов до екзарх Йосиф I относно решението му да отвори книжарница в Солун и с молба към Българската екзархия за отпускане на кредит в размер на 200–300 турски лири. 17 декември 1882 г. |  |

## Трудове и издания на Драган Манчов
- Кратка география от Д. В. Манчева. Второ издание. Издава ся от книжарницата на Д. В. Манчева в Пловдив. 1864. (Браила, в Рум.-бълг. типогр. на Хр. Д. Ваклидова)[неработеща препратка]
- Кратка священа история на вехтий и новий завет. От Д. В. Манчева. Второ издание. 1864. Издава ся от книжарницата на Д. В. Манчева в Пловдив. (В Болград, в училищната книгопечатница)[неработеща препратка]

- Общий поглед въз всеобща история за първоначялни ученици. От Д. В. Манчева (По И. Б.) Пловдив. Издава книжярницата Д. В. Манчева. 1869.
- Бащин език. (Книга за учители.) Съвети на родители и наставници как да предават на малки деца по книга „Бащин язик“, пръва и втора година. Набра (по К. Ушински) Д. В. Манчев. Пръво издание. Пловдив. Книжярница Д. В. Манчев, 1871. (Във Вена, у книгопечатница Л. Сомера и др.) Архив на оригинала от 2016-03-05 в Wayback Machine.
- Бащин язик за малки деца. Трета година. (Книжка III). Вторий дял - третя книга за учение след букваря с изображения. Написа Д. В. Манчов... Първо издание. 1873. Книжарница Д. В. Манчов в Пловдив, Свищов, Солун. (Печатано в печатница Л. Сомер и др. у Вена)[неработеща препратка]
- Бащин язик за малки деца. Третя година. Пръвий дял - граматичъский. Пръвоначална практическа граматика с сборник. Стъкми Драган В. Манчов. Пръво издание. 1874. (Печатано в печатница Л. Сомер и др. у Вена.) Книжарница на Д. В. Манчов в Пловдив, Свищов, Солун[неработеща препратка]